# 루이스 프로이스

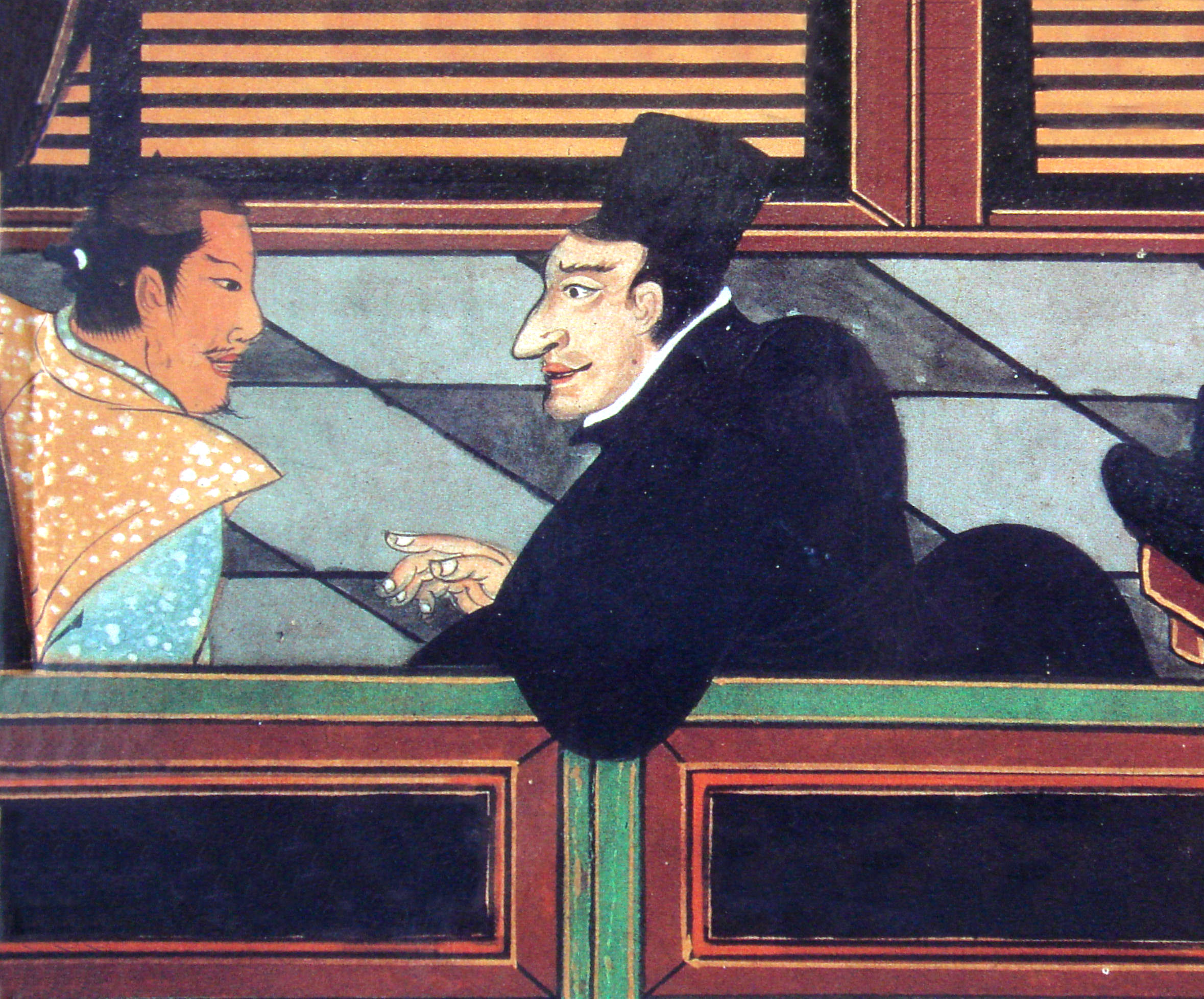

루이스 프로이스(포르투갈어: Luís Fróis, 1532년 ~ 1597년 7월 8일)는 포르투갈의 로마 가톨릭 예수회 사제로, 선교사다.
그의 저서로는 《일본사》(Historia de Japam)가 있다. 프로이스의 일본사에는 임진왜란에 관련한 구절도 있는데, 전쟁 당시에 그는 중국 마카오에 체류하고 있었으므로 실제로 목격하지는 못했다.

## 생애

### 교육
1532년 리스본에서 태어났으며, 1541년 9세의 나이로 포르투갈 왕실에서 일하였다. 1548년 16세의 나이에 예수회 회원이 되었다. 같은 해, 당시 인도 경영의 중심지였던 고아로 가서 교육을 받았다. 이 곳에서 일본 선교에 들어가기 직전의 프란치스코 하비에르와 일본인 협력자인 야지로를 만났다. 1561년 고아에서 사제 서품을 받았다. 어학과 문필의 재능이 높이 평가되어, 각 선교 지역에서 통신을 다루는 일에 종사하였다.

### 일본
1563년(에이로쿠 6년), 31세로 요코세우라(横瀬浦, 현재의 나가사키현 사이카이시 북부의 항구)에 상륙하여 일본에서 선교 활동을 시작하였다. 일본어를 배운 뒤, 1564년(에이로쿠 7년)에 히라도에서 교토로 향했다.1565년 1월 31일(에이로쿠 7년 12월 29일)에 교토에 입경해, 가스파르 빌레라와 일본인 수사 로렌소 료사이(ロレンソ了斎) 등과 함께 선교 활동을 했다. 그러나 보호자 쇼군 아시카가 요시테루가 에이로쿠의 변에서 살해되어 미요시씨 등에 의해 교토를 빼앗기자, 셋쓰국 사카이에 피난했다. 1566년 빌레라가 규슈로 떠나자, 교토 지역의 선교 책임자가 됐다.
1569년(에이로쿠 12년), 쇼군 아시카가 요시아키를 끼고 세력이 커진 오다 노부나가와 니조성 건축 현장에서 처음 대면하였다. 노부나가가 불교계와 사이가 나빠지자, 프로이스는 노부나가의 신임을 받아 기나이에서 포교를 허락받아, 녜키 솔도 오르간티노(Gnecchi‐Soldo Organtino) 등과 함께 선교 활동을 하여 많은 신도를 얻었다. 당시 프로이스의 저술에서 노부나가는 이교도이지만, 처음부터 끝까지 호의적으로 그려져 있다. (프로이스의 저작은 『신장공기』(信長公記) 등에서 드러나지 않는 기술도 많아, 전국 시대 연구의 중요한 자료이다.). 그 후에는 규슈에서 활약했지만, 1580년(덴쇼 8년)의 순찰사 알레산드로 발리냐노의 일본 방문에 즈음해서는 통역으로 시찰에 동행해, 아즈치성에서 노부나가를 배알하였다. 1583년(덴쇼 11년) 당시 예수회 총장의 명령으로 선교의 제일선을 떠나 일본 예수회의 활동사를 기록하는 일에 전념하였다. 이후 프로이스는 이 사업에 심혈을 기울여 일본 전국으로 견문을 넓혔다. 이 기록이 후에 『일본사』라고 불리게 된다.
당초 도요토미 히데요시는 노부나가의 대 예수회 정책을 계승했으나, 이윽고 그 세력 확대에 위기감을 갖게 되고 1587년 7월 24일(덴쇼 15년 6월 19일)에는 바테렌 추방령을 실시했다. 프로이스는 기나이를 떠나 가즈사(加津佐)를 거쳐 나가사키에 정착했다.

### 별세
1590년(덴쇼 18년, 경인년), 귀국한 덴쇼 소년사절단을 따라 알레산드로 발리냐노가 다시 방일하였다. 프로이스는 발리냐노와 동행하여 주라쿠 다이에서 도요토미 히데요시와 회견했다. 1592년, 발리냐노와 함께 마카오로 건너갔으나 1595년(분로쿠 4년)에 나가사키로 돌아와 1597년(게이쵸 2년, 정유년)에는 『26성인의 순교 기록』을 집필한 것을 마지막으로 7월 8일(음력 5월 24일) 정유재란(게이쵸의 역)이 한창일 때 사망하였다. 프로이스는 일본의 그리스도교 선교의 영광과 비극, 발전과 쇠퇴를 직접 목격하고 그 귀중한 기록을 남겼다.
만화 노부나가의 셰프에서는 오다 노부나가에게 후한 대접(미래에서 온 조리노동자인 켄에게 포르투갈의 전통음식인 바카라우(말린 대구 간으로 끓인 스프)를 대접받았고, 프로이스 선교사도 별사탕으로 호의를 갚았음), 타고 갈 때에 말을 타고 가도록 배려함)을 받은 루이스 선교사가 "일본에서 가톨릭 신자가 1명밖에 없더라도 그대가 믿는 하느님의 말씀을 전하겠느냐?"라고 묻는 오다에게 "하느님(번역자는 라틴어로 하느님을 뜻하는 Deus를 그대로 데우스라고 음역하여, 라틴어를 전례를 비롯한 신학교육에서 공용어로 사용한 가톨릭 전통에 맞게 번역함)의 말씀을 전할 것"이라는 양심과 사상을 보이자, 오다 노부나가가 자신을 섬기는 도요토미 히데요시에게 "사루. 들었느냐? 불교 승려들은 파테르(번역자가 영어로 아버지를 뜻하는 Father와 혼동했는지, 파더라고 잘못 음역을 했는데, 라틴어인 파테르(Pater. 아버지, 가톨릭 사제)라고 하는 것이 맞음. 각주에도 Pater라고 적음.)들이 인육을 먹는다는 터무니없는 소리를 하는데, 하느님의 말씀을 전하기 위해 먼 나라에서 온 기백은 존중해야 한다. 부패한 불교 승려들은 숙청해야 한다."라고 감탄하는 장면을 그렸다.

## 같이 보기
- 바테렌 추방령
- 프란치스코 하비에르
- 마테오 리치